# Balto (filme)
Balto (Balto - Sua História Tornou-Se Uma Lenda no Brasil) é um filme animado de longa-metragem da Universal, lançado em 1995 baseado em acontecimentos verídicos, ocorridos no Alasca em 1925.

## Sinopse
Em 1925, a cidade de Nome, no Alaska, enfrenta um epidemia de difteria, doença que atinge principalmente os infantes e pode levar à morte; dezoito crianças já estão doentes. Uma delas é a dona de Jenna, uma cadela pela qual Balto tem uma certa paixão, e que também tem uma certa queda por Balto. O doutor da cidade precisa de mais antitoxinas contra difteria, pois o medicamento acabou em Nome. Um grupo de cães foram mandados para Nenana para trazer as antitoxinas, mas na volta houve um acidente e o "esquimó" desmaiou. Enquanto o trenó não chega, Balto vai ajudá-los; porém ele é atrapalhado por Steele, um cão que é seu rival. Balto acaba liderando o trenó e, na volta, tem um acidente, mas prova a ele mesmo que pode  trazer as antitoxinas até Nome e se torna um herói. Steele é rejeitado e desprezado pelos outros cães.

## Elenco
- Kevin Bacon como Balto
- Bob Hoskins como Boris
- Bridget Fonda como Jenna
- Jim Cummings como Steele
- Phil Collins como Muk e Luk
- Juliette Brewer como Rosy
- Jack Angel como Nikki
- Danny Mann como Kaltag
- Robbie Rist como Star
- William Roberts como Pai de Rosy
- Sandra Dickinson como Mae de Rosy
- Miriam Margolyes como Rosy Adulta
- Lola Bates-Campbell como Neta de Rosy

## Trilha sonora
1. Reach for the Light  - Steve Winwood
2. Balto's Story unfolds -  James Horner and Barry Mann
3. Heritage of the wolf -  James Horner and Barry Mann